# Zoetermeer
Zoetermeer – miasto i gmina w Holandii, w prowincji Holandia Południowa. Trzecie pod względem wielkości miasto tej prowincji (po Hadze i Rotterdamie).
W latach 60. ubiegłego stulecia miasto zamieszkiwało około 10 tys. mieszkańców, jednak szybki rozwój gospodarczy oraz sąsiedztwo Rotterdamu sprawiły, że w 2013 roku liczba mieszkańców wzrosła do ok. 123 tys. Miasto ma powierzchnię 37,06 km². 
W mieście znajduje się stacja kolejowa Zoetermeer.

## Miejscowości gminy
- Zoetermeer
- Roeleveen

## Miasta partnerskie
- Nitra